# 1782
Évszázadok: 17. század – 18. század – 19. század
Évtizedek: 1730-as évek – 1740-es évek – 1750-es évek – 1760-as évek – 1770-es évek – 1780-as évek – 1790-es évek – 1800-as évek – 1810-es évek – 1820-as évek – 1830-as évek
Évek: 1777 – 1778 – 1779 – 1780 –  1781 – 1782 – 1783 – 1784 – 1785 – 1786 – 1787

## Események
- január 7. – Megnyit az Amerikai Egyesült Államok első kereskedelmi bankja, a Bank of North America.[1]
- január 12. – II. József feloszlatja azokat a szerzetesrendeket, amelyek nem foglalkoznak oktatással, betegápolással, vagy a tudományok művelésével.[2]
- február 5. – Spanyol és francia csapatok legyőzik a briteket Menorcánál, így Spanyolország visszaszerzi a hétéves háborúban elvesztett szigetet.
- március 22. - VI. Piusz pápa Bécsbe érkezik, hogy megkísérelje II. Józsefet rábírni az egyházat érintő rendeletei visszavonására, de nem jár sikerrel.[2]
- április 2. – II. József egyesíti a Magyar Királyi Helytartótanácsot és Magyar Királyi Kamarát.[3]
- május 27. - II. József rendelet ad ki a Magyar Királyi Udvari Kancellária és az Erdélyi Kancellária egyesítéséről.[4]
- június 1. - II. József megtiltja a gyertyaégetést a katolikus templomokban.[2]
- június 24. – Svájcban lefejezik Anna Göldit; ez a boszorkányságért kiszabott utolsó halálos ítélet Nyugat-Európában.[5]
- július 16. – Bécsben bemutatják Wolfgang Amadeus Mozart Szöktetés a szerájból című operáját.[6]
- augusztus 22.–augusztus 26. – Hont vármegyében kannibalizmus hamis vádja alapján vándorcigányokat végeznek ki.[7]
- augusztus 30. – A budai egyetemen Mérnöki Intézet létesül.[8]
- november 30. – az Egyesült Államok és Nagy-Britannia előzetes békét kötnek,[9] ezzel gyakorlatilag véget ér az amerikai függetlenségi háború (a tényleges békeszerződést csak a következő évben írják alá).
- december 14. – Párizsban Montgolfier fivérek végrehajtják első - még ember nélküli - hőlégballonos kísérletüket.[10]

## Születések
- január 20. – János osztrák főherceg, császári-királyi tábornagy, a győri csatában a magyar nemesi felkelő hadsereg parancsnoka, a grazi Műszaki Egyetem alapítója († 1859)
- január 29. – Daniel Auber, francia zeneszerző, a 19. századi francia vígopera egyik legjelesebb képviselője († 1871)
- február 15. – William Miller, adventista prédikátor († 1849)
- március 13. – Oreszt Adamovics Kiprenszkij, a 19. század első évtizedeinek kiemelkedő orosz portréfestője († 1836)
- április 7. – Fehér Glycér, piarista rendi pap, tanár, költő († 1873)
- április 18. – Georg August Goldfuss, német paleontológus és zoológus († 1848)
- május 16. – Buczy Emil, magyar költő, piarista-rendi tanár, gyulafehérvári kanonok († 1839)
- május 20. – Ivan Fjodorovics Paszkevics, orosz tábornagy († 1856)
- augusztus 10. – Vicente Guerrero, mexikói köztársasági elnök († 1831)
- október 19. – Diénes Antal, piarista rendi pap, tanár, költő († 1848)
- október 27. – Niccolò Paganini, itáliai hegedűvirtuóz, zeneszerző († 1840)
- november 20. – Sina György, magyar bankár, nagybirtokos († 1856)
- december 5. – Martin Van Buren, az Egyesült Államok 8. elnöke († 1862)
- december 8. – Bartosságh József, nyugalmazott jószágigazgató († 1843)
- december 24. – Polgár Mihály református lelkész, a Dunamelléki református egyházkerület püspöke († 1854)

## Halálozások
- január 1. – Johann Christian Bach, német zeneszerző (* 1735)
- február 8. – Daniel Bernoulli, svájci matematikus, fizikus (* 1700)
- április 12. – Pietro Metastasio, olasz költő (* 1698)
- július 1. – Charles Watson-Wentworth, Rockingham második őrgrófja, a Térdszalagrend lovagja, királyi titkos tanácsos, whig párti brit politikus, miniszterelnök (* 1730)
- augusztus 13. – Henri-Louis Duhamel du Monceau, francia fizikus, hajómérnök, botanikus (* 1700)
- szeptember 16. – Farinelli, olasz kasztrált énekes (* 1705)